# Xavier Winkel
Xavier Winkel (Wilrijk, 12 januari 1950) is een voormalig Belgisch politicus van Ecolo.

## Levensloop
Winkel, getrouwd, twee zoons, werd handelaar van beroep.
In 1977 was hij een van de stichters van "Amis de la Terre" in België. In 1980 opende hij het ecologisch café-restaurant 'Le Gaspi', die een ontmoetingsplaats werd voor mensen met alternatieve ideeën. De partij Ecolo hield er talrijke vergaderingen. Na een brand werd Le Gaspi gesloten, maar in 2011 heropende Winkel de zaak, samen met een van zijn zoons.
In 1982 stichtte hij de Ecolo-afdeling van Schaarbeek, waar hij dat jaar verkozen werd tot gemeenteraadslid, wat hij bleef tot in 1985. Hij werd opnieuw gemeenteraadslid van 1995 tot 2006 en was van 1995 tot 2000 schepen voor cultuur en sport. In 2006 was hij opnieuw kandidaat voor de gemeenteraad. Hij werd niet herkozen.
In 1985 stond hij op de tweede plaats op de lijst Ecolo voor het arrondissement Brussel, na Olivier Deleuze. Hij werd verkozen in de Kamer van volksvertegenwoordigers en vervulde dit mandaat tot in 1995.
Na 2000 werd hij ondervoorzitter van de intercommunale CIBE.

## Onderscheidingen
- Ridder in de Leopoldsorde.